# Cumaalanı, Çameli
Cumaalanı là một xã thuộc huyện Çameli, tỉnh Denizli, Thổ Nhĩ Kỳ. Dân số thời điểm năm 2010 là 728 người.